# Wereldkampioenschappen zwemmen jeugd
De Wereldkampioenschappen zwemmen jeugd is een zwemkampioenschap voor meisjes in de leeftijd 14-17 jaar en jongens in de leeftijd 15-18 jaar (op 31 december van het jaar van het kampioenschap). Het wordt sinds 2006 om de twee jaar gehouden.

## Edities
| Jaar | Stad           | Land                         | Data                      |
| ---- | -------------- | ---------------------------- | ------------------------- |
| 2006 | Rio de Janeiro | Brazilië                     | 22 augustus - 27 augustus |
| 2008 | Monterrey      | Mexico                       | 8 juli - 12 juli          |
| 2011 | Lima           | Peru                         | 16 augustus - 21 augustus |
| 2013 | Dubai          | Verenigde Arabische Emiraten | 26 augustus - 31 augustus |
| 2015 | Singapore      | Singapore                    | 25 augustus - 30 augustus |
| 2017 | Boedapest      | Hongarije                    |                           |